# Vauquelin-klass
Vauquelin-klassen var en grupp av sex stora jagare (contre-torpilleurs) som byggdes för den franska flottan (Marine Nationale) i början av 1930-talet. Systerfartygen togs i tjänst 1933-1934 och tillbringade större delen av sin karriär i Medelhavet. Under det spanska inbördeskriget 1936-1939 hjälpte de till att upprätthålla icke-interventionsavtalet. När Frankrike förklarade krig mot Tyskland i september 1939 tilldelades alla fartygen "högsjöstyrkorna" (Forces de haute mer (FHM)) som hade till uppgift att eskortera franska konvojer och stödja de andra kommandona efter behov. Tre av systrarna placerades kortvarigt i Skottland i början av 1940 för att stödja de allierade styrkorna i den norska kampanjen och Maillé Brézé gick förlorad i en oavsiktlig explosion. De andra återvände till Medelhavet i tid för att delta i Operation Vado, ett anfall mot italienska kustanläggningar efter Italiens inträde i kriget i juni.
Vichyfrankrike reformerade FHM efter den franska kapitulationen i slutet av juni. När de allierade invaderade franska Libanon och Syrien i juni 1941 fick Chevalier Paul order om att transportera ammunition dit. Fartyget sjönk på vägen och ersattes av sin syster Vauquelin som framgångsrikt levererade ammunitionen och sedan försökte transportera förstärkningar och förnödenheter till Libanon. De fyra överlevande fartygen sänktes i Toulon när tyskarna ockuperade Vichyfrankrike i november 1942. De bärgades inte framgångsrikt under kriget och deras vrak skrotades långt efter kriget.

## Design och beskrivning

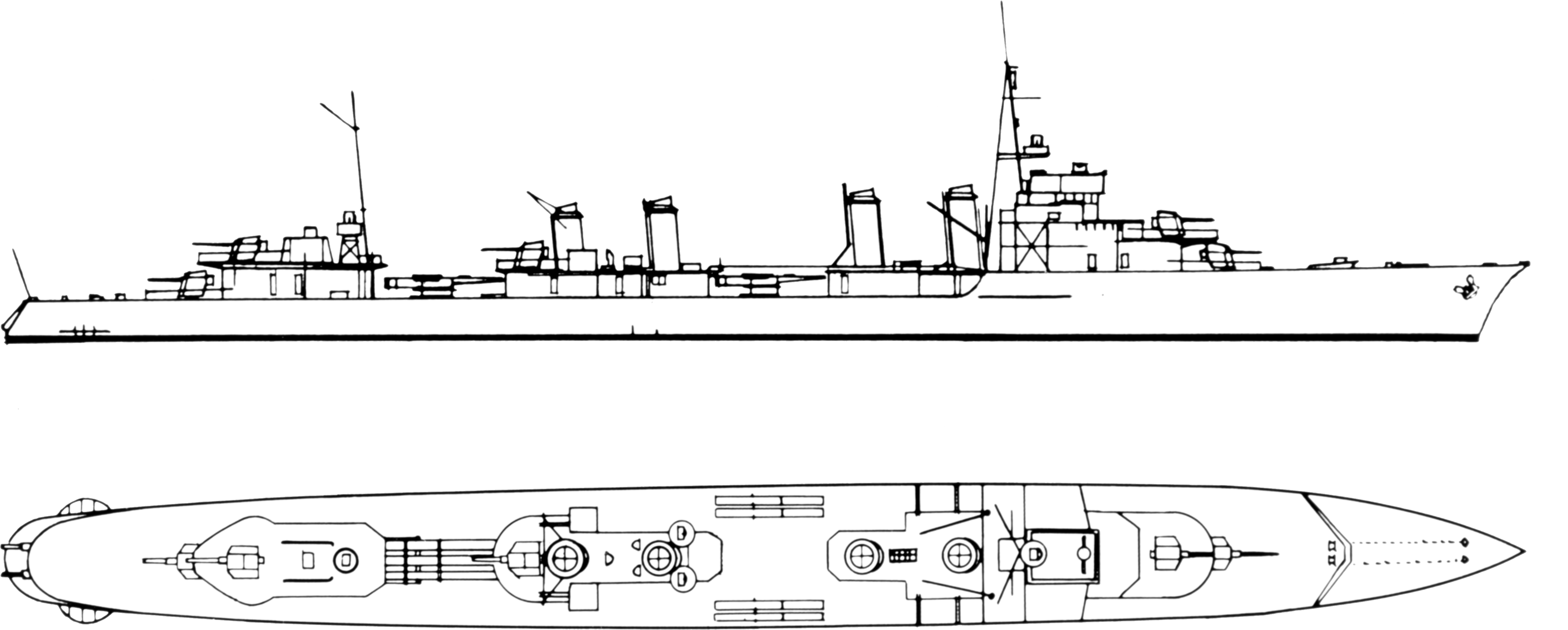
Planritning över en Vauquelin-klass jagare

Liksom sina föregångare var de stora jagarna (contre-torpilleurs) i Vauquelin-klassen utformade som spaningsfartyg, avsedda att kämpa sig igenom fiendens skärm. Konstruktionen var i stort sett identisk med de föregående jagarna i Aigle-klassen, även om aktern hade omformats för att förbättra minläggningen och torpedbestyckningen hade reviderats. För att minska toppvikten ökade användningen av elektrisk svetsning för delar av skrovet och överbyggnaden som inte var hållfasta, liksom användningen av duraluminium för inre skiljeväggar och delar av överbyggnaden. Detta förbättrade deras metacentriska höjd vid fullast till 0,7 m och gjorde dem mycket stabilare än Aigle-klassen. Vauquelin-klassen ansågs vara mycket sjödugliga, även om det lilla rodret, som överförts från de tidigare fartygen, gjorde dem inte särskilt manövrerbara. Under drift kritiserades användningen av duraluminium eftersom det var korrosionsbenäget och krävde mycket underhåll.
Fartygen i Vauquelin-klassen hade en total längd på 129,3 meter, en bredd på 11,8 meter, och ett djupgående på 4,97 meter. Fartygens deplacement var 2 441 ton vid standardlast och 3 120 ton vid fullast. Skrovet var indelat i 13 vattentäta avdelningar med hjälp av ett dussin tvärskeppsskott. Besättningen bestod av 10 officerare och 201 man i fredstid och 12 officerare och 220 meniga i krigstid.
Vauquelin-klassen drevs av två växlade ångturbiner från Rateau-Breguet eller Parsons, som var och en drev en propelleraxel, med ånga från fyra du Temple-pannor som arbetade vid ett tryck på 20 kg/cm2 (1 961 kPa; 284 psi) och en temperatur på 215 °C. Turbinerna var konstruerade för att producera 64 000 hästkrafter (47 000 kW; 63 000 shp), vilket var avsett att ge fartygen en hastighet på 36 knop (67 km/h). Under provturerna överskred varje fartyg med råge sin konstruerade hastighet, från 38,4 till 41 knop (71,1 till 75,9 km/h) från 69 326 till 79 846 hk (50 989 till 58 727 kW; 68 378 till 78 754 shp). De medförde maximalt 585 ton bränsle, vilket gav dem en räckvidd på 3 000 nautiska mil (5 600 km) vid 14 knop (26 km/h). Fartygen var utrustade med två turbogeneratorer på 80 kilowatt (110 hk) i maskinrummen. Dessutom var ett par dieselgeneratorer på 22 kilowatt (30 hk) placerade i den centrala överbyggnaden.

### Bestyckning

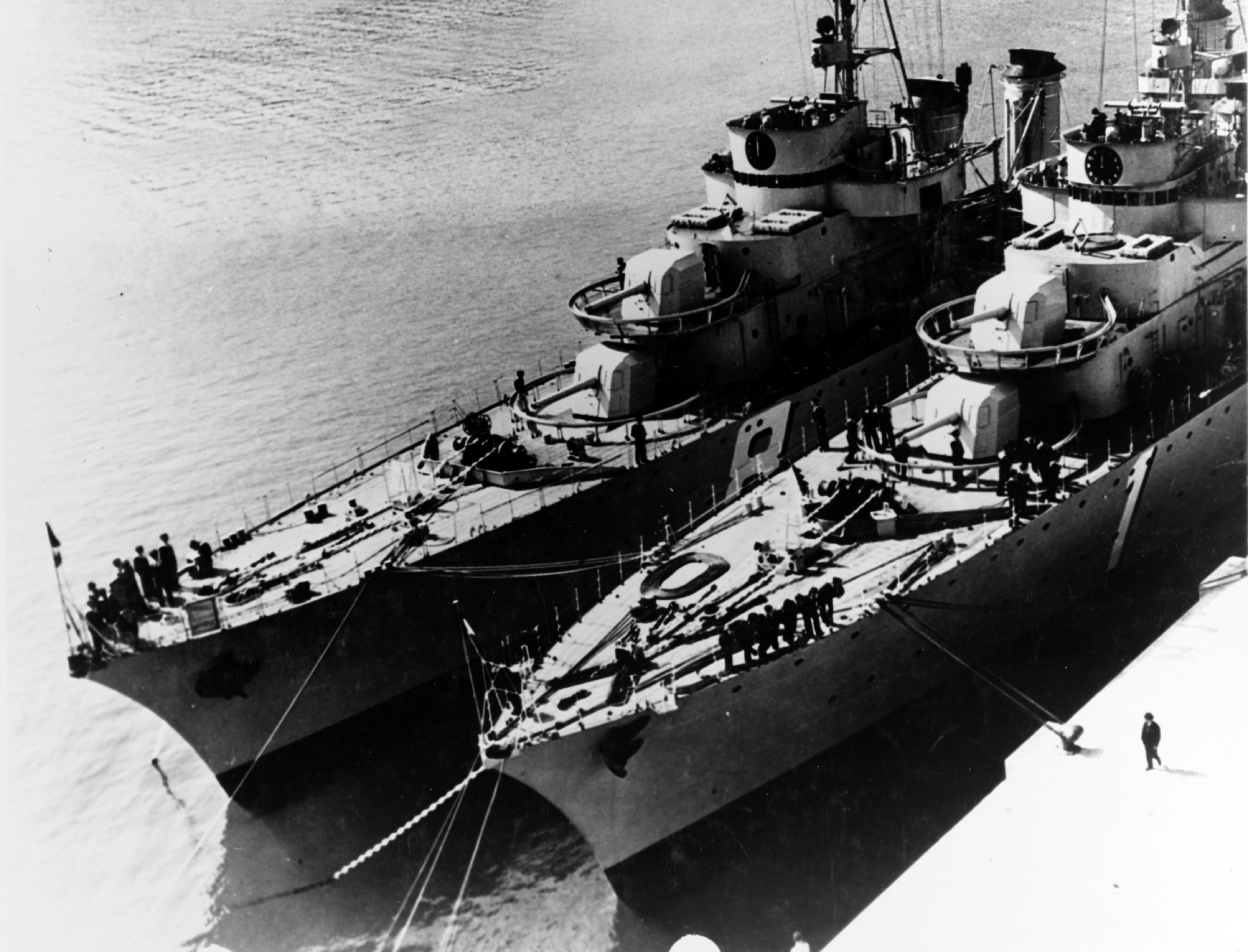
och Vauquelin dockade i Monte Carlo, 1935

Vauquelin-klassens huvudbestyckning bestod av fem enkelmonterade 40-kalibriga 13,9 cm Modèle 1927-kanoner, ett par för och akter om överbyggnaden och den femte kanonen bakom den aktre skorstenen. Kanonerna numrerades "1" till "5" från fram till bak. Kanonerna hade ett elevationsområde från -10° till +28°, vilket gav kanonerna en räckvidd på 16 600 meter vid maximal elevation. De avfyrade 39,9-40,2 kilogram projektiler med en mynningshastighet på 700 m/s i en takt av 8 till 12 skott per minut. Vauquelin-klassen kunde stuva 200 patroner för varje kanon, plus 75 lysgranater för kanon nr 2.
Deras sekundära bestyckning bestod av fyra 50-kalibriga halvautomatiska 37-millimeters modell 1925 luftvärnskanoner i enkelfästen placerade midskepps. Deras fästen kunde höjas från -15° till +80° och kanonerna hade en maximal effektiv räckvidd på 5 000 meter. Kanonerna avfyrade 0,73 kilogram projektiler med en mynningshastighet på 810-850 m/s och hade en eldhastighet på 20 skott per minut. Dessutom fanns det två dubbla fästen för Hotchkiss Mitrailleuse de 13,2-millimeters CA Modèle 1929 kulsprutor på fördäcket strax öster om bryggan.
Fartygen hade två tvillingfästen ovan vattenytan för 55 cm torpedtuber, ett par på varje bredsida mellan varje par skorstenar samt ett trippelfäste akter om det bakre paret skorstenar med möjlighet att traversera till båda sidor. Deras Mle 1923DT-torpeder hade en 415 kilogram TNT-stridsspets och kunde ställas in för en hastighet på 39 knop (72 km/h) med en räckvidd på 9 000 meter eller 35 knop (65 km/h) för 13 000 meter. Ett par sjunkbombsrälsar var inbyggda i aktern; dessa rymde totalt 16 stycken 200 kilogram sjunkbomber, med ytterligare åtta i reserv. De var också utrustade med ett par sjunkbombskastare, en på varje bredsida jämsides med den akterliga skorstenen, för vilka de hade ett dussin 100-kilos sjunkbomber. Fartygen kunde utrustas med räls för att släppa fyrtio 530 kilogram Breguet B4-minor. Med en nedtoning av ubåtsjakts förmågan för "contre-torpilleurs" togs sjunkbombskastarna bort 1936 och fler 200-kilograms sjunkbomber fördes i deras ställe.

#### Krigstida modifikationer
Marine Nationale omprövade sin ubåtsjakttaktik efter krigsutbrottet i september och avsåg att återinföra sjunkbombskastarna, även om dessa var av en äldre modell än den som tidigare installerats. Sjunkbombsstuvningen bestod nu av 24 tunga sjunkbomber och 16 av de 100 kilogram tunga för de fartyg som fått kastare. Det var brist på dessa och endast Cassard, Vauquelin och Kersaint fick dem från och med maj 1940. Som en tillfällig åtgärd installerades ett par rälsar i aktern för 35-kilos sjunkbomber. Varje skena kunde rymma tre sjunkbomber och ytterligare tio förvarades i magasinet. Fartygen i Vauquelin-klassen tilldelades brittiska Alpha 128 Asdic-system i april 1940, men de installerades långsamt på de överlevande fartygen mellan maj och slutet av 1941; Chevalier Paul hann inte få ett förrän hon gick förlorad i juni 1941.
Från och med 1941 fick Vauquelin-klassen sitt luftvärn förstärkt, även om brister innebar att de flesta fartygen skiljde sig från varandra. I allmänhet ersattes stormasten och den extra eldledningspositionen med en plattform för en 37-millimeters dubbelkanon och två av de enkla 37-millimetermonteringarna överfördes till plattformen medan de andra två enkla monteringarna togs bort. Dessutom fick varje fartyg två eller fyra Browning 13,2-millimeters kulsprutor. Chevalier Pauls ombyggnad i januari 1941 var den första som slutfördes och hon hade fyra 37-millimeterskanoner i en dubbelkanonmontering och två enkla, två enkla monteringar för Brownings och hennes ursprungliga fyra Hotchkiss-kulsprutor i ett par dubbelmontage. Detta var också konfigurationen för Tartu och Cassard. Vauquelin behöll sina två dubbelmonterade 37 mm kanoner och sina ursprungliga Hotchkiss-fästen, och lade till tre enkelmonterade Brownings. Kersaint återgick till sina fyra ursprungliga enkla 37 mm kanoner, men bytte ut sina Hotchkiss-kulsprutor mot fyra enkla Brownings och fick även tre 25-millimeters Hotchkiss Modèle 1925 luftvärnskanoner i enkla stativ.

## Skepp i klassen
| Ship           | Varv                                                                             | Kölsträckt        | Sjösatt           | Levererad         | Öde                                                                                           |
| -------------- | -------------------------------------------------------------------------------- | ----------------- | ----------------- | ----------------- | --------------------------------------------------------------------------------------------- |
| Vauquelin      | Ateliers et Chantiers de France, Dunkirk                                         | 13 mars 1930      | 29 september 1932 | 3 november 1933   | Borrade i sank i Toulon den 27 november 1942 för att undvika att fartygen föll i tyska händer |
| Kersaint       | Chantiers Navals Français, Caen Ateliers et Chantiers de la Loire, Saint-Nazaire | 19 september 1930 | 14 november 1931  | 31 december 1933  | Borrade i sank i Toulon den 27 november 1942 för att undvika att fartygen föll i tyska händer |
| Cassard        | Ateliers et Chantiers de Bretagne, Nantes                                        | 12 november 1930  | 8 november 1931   | 10 september 1933 | Borrade i sank i Toulon den 27 november 1942 för att undvika att fartygen föll i tyska händer |
| Tartu          | Ateliers et Chantiers de la Loire, Saint-Nazaire                                 | 14 september 1930 | 7 december 1931   | 31 december 1932  | Borrade i sank i Toulon den 27 november 1942 för att undvika att fartygen föll i tyska händer |
| Maillé Brézé   | Ateliers et Chantiers de Penhoët, Saint-Nazaire                                  | 9 oktober 1930    | 9 november 1931   | 6 april 1933      | Förstörd i en oavsiktlig explosion den 30 april 1940                                          |
| Chevalier Paul | Forges et Chantiers de la Méditerranée, La Seyne                                 | 28 februari 1931  | 21 mars 1932      | 20 juli 1934      | Sänkt av torpedflygplan den 16 juni 1941                                                      |

## Tjänstgöring

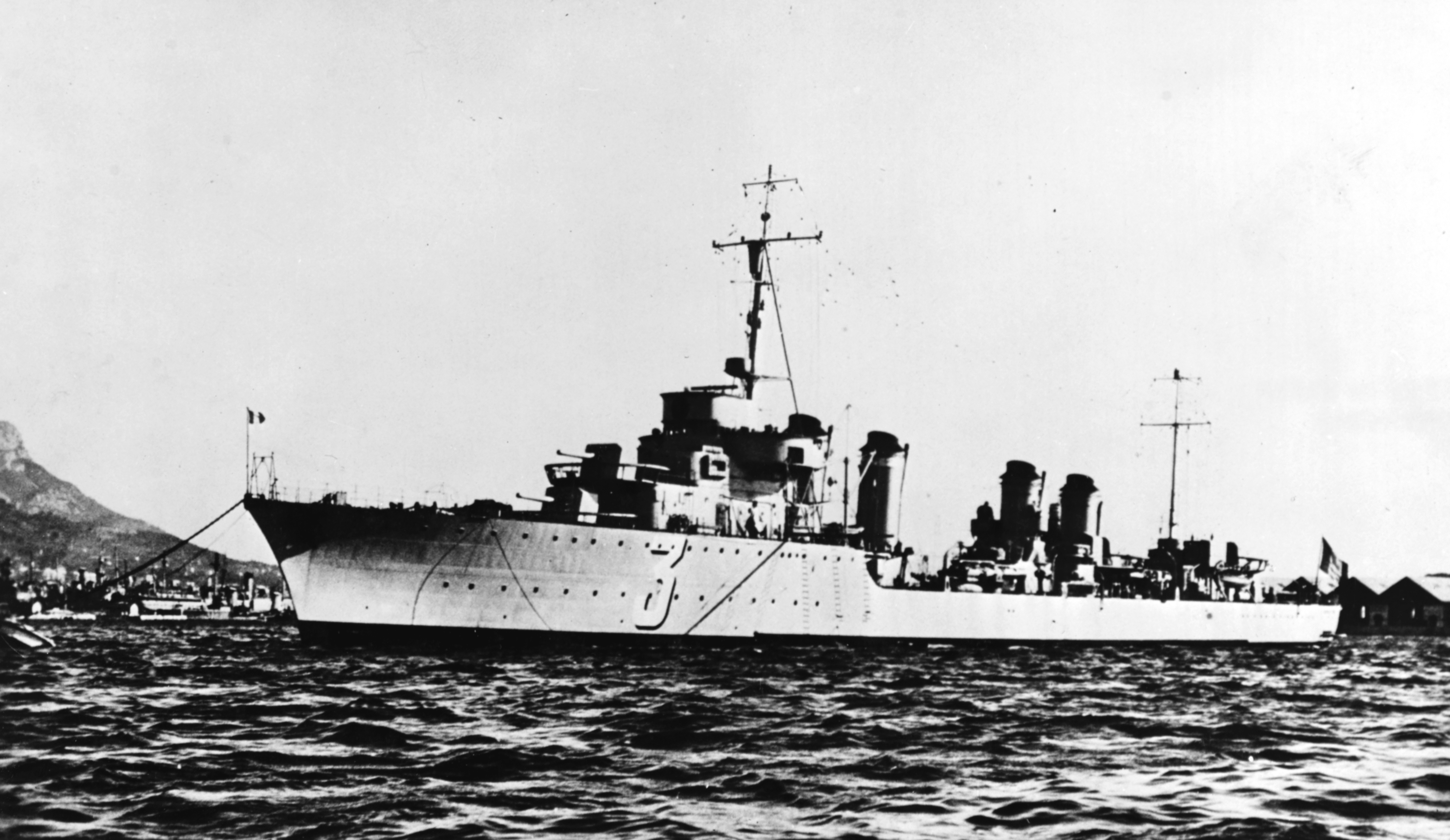
Chevalier Paul i mitten av 30-talet

Kersaint, Vauquelin och Maillé Brézé tilldelades ursprungligen 2:a eskadern (2e Escadre), baserad i Brest, medan de övriga tre skickades till 1:a eskadern (1e Escadre) i Toulon. Alla sex fartygen konsoliderades i 1:a eskadern i oktober 1934. Efter det spanska inbördeskrigets utbrott i juli 1936 var Kersaint och Cassard bland de fartyg som fick i uppdrag att evakuera franska medborgare från Spanien och senare att patrullera de övervakningszoner som Frankrike hade tilldelats. Efter september tilldelades de flesta contre-torpilleurs och jagare i Medelhavet dessa uppgifter på månatlig basis som en del av icke-interventionspolitiken.
Den 27 augusti 1939, i väntan på krig med Nazityskland, planerade den franska flottan att omorganisera Medelhavsflottan till Forces de haute mer bestående av tre eskader. När Frankrike förklarade krig den 3 september beordrades omorganisationen och den 3:e lätta eskadern, som inkluderade den 5:e och 9:e spaningsdivisionen (Division de contre-torpilleurs) med alla fartyg av Vauquelin-klass, tilldelades den 3:e eskadern. Fartygen i 9:e spaningsdivisionen tilldelades eskortuppdrag i västra Medelhavet i början av oktober, även om de ibland eskorterade fartyg i Atlanten också. Cassard var avdelad i flera månader för att hjälpa till att leta efter tyska ytfartyg och blockadbrytare i Atlanten. Vauquelin och Maillé Brézé eskorterade ett par kryssare till Dakar, Franska Västafrika, i oktober och eskorterade sedan en konvoj tillbaka.
I april 1940 fick 5:e spaningsdivisionen med Chevalier Paul, Tartu och Maillé Brézé i uppdrag att eskortera konvojer mellan Skottland och Norge. Från mitten av april eskorterade de två franska truppkonvojer till Harstad och Namsos. Maillé Brézé förliste den 30 april efter en torpedolycka vid Greenock i Skottland. De återstående fartygen återförenades med sina systerfartyg i Toulon i slutet av maj i väntan på att Italien skulle gå med i kriget. Fyra dagar efter att italienarna förklarat krig den 10 juni var Tartu, Cassard och Chevalier Paul bland de fartyg som beordrades att beskjuta mål i Vado Ligure. Föga skada tillfogades trots att över 1 600 skott avlossades och två italienska MAS-båtar som försökte ingripa skadades endast lätt av fransmännen.

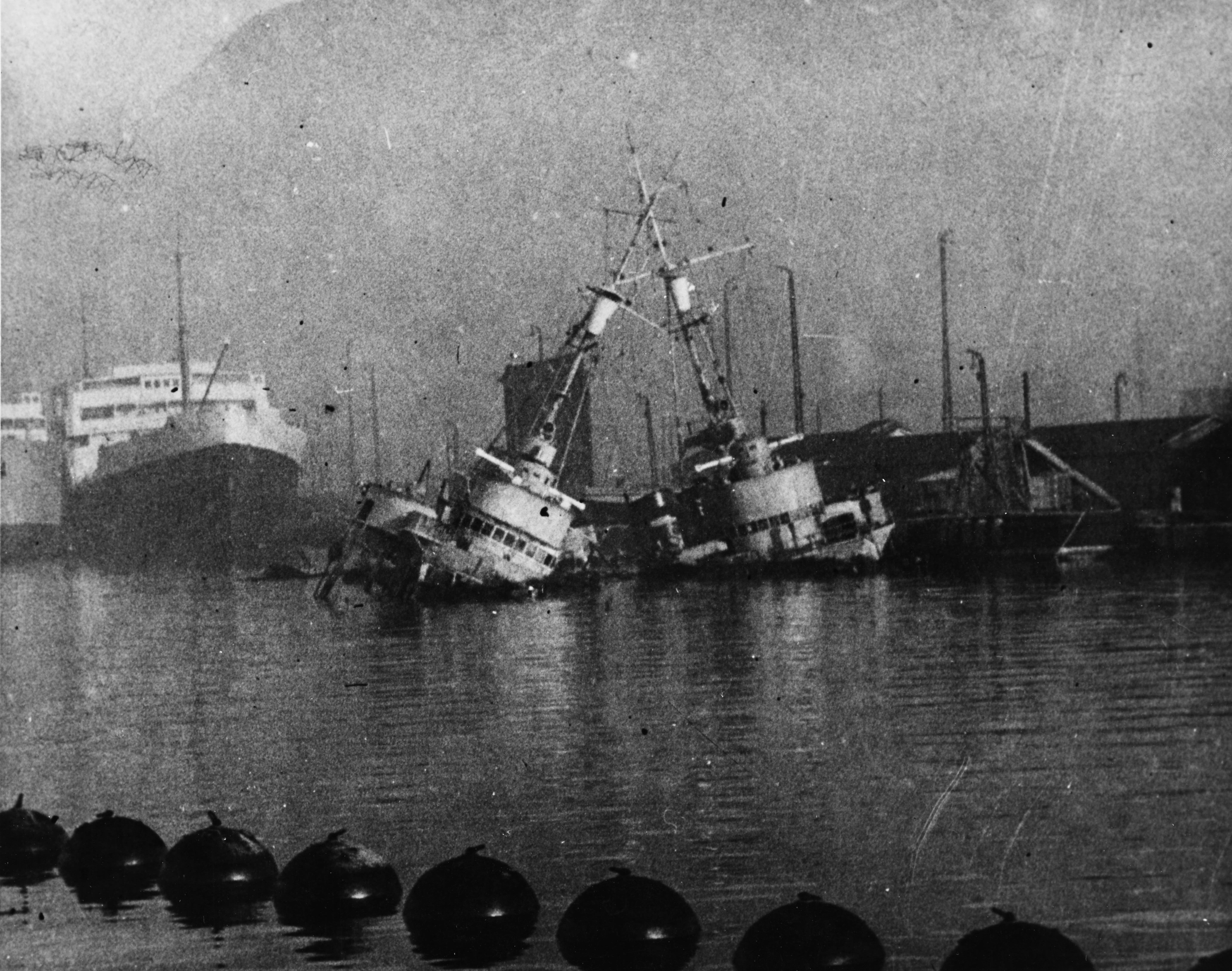
Vauquelin (vänster) och Kersaint sänkta i Toulon, 27 november 1942

Kersaint var närvarande när britterna attackerade de franska fartygen i Mers-el-Kébir, franska Algeriet, i juli, men skadades inte. När den franska Vichyregimen återupprättade Forces de haute mer (FHM) den 25 september efter att ha förhandlat fram regler som begränsade styrkans aktiviteter och antal med de italienska och tyska vapenstilleståndskommissionerna, var Cassard det enda fartyg i Vauquelin-klassen som ursprungligen tilldelades; de andra placerades i reserv. Chevalier Paul, Vauquelin och Tartu ersatte tre äldre Division de contre-torpilleurs i FHM den 15 november. Efter att de allierade invaderat franska Libanon och Syrien i juni 1941 skickades Chevalier Paul till Libanon med mer ammunition till fartygen där. Hon sänktes av brittiska torpedflygplan på vägen den 16 juni och Vauquelin seglade från Toulon dagen därpå. Hon nådde Beirut fyra dagar senare och den 29 juni seglade alla tre divisionerna som var baserade där till Grekland för att lasta förstärkningar och förnödenheter på väg till Libanon. De upptäcktes av brittiskt flyg på väg tillbaka till Libanon i början av juli och vände tillbaka i enlighet med sina order. Under tiden transporterade Tartu, Cassard och en tung kryssare en infanteribataljon från Alger, franska Algeriet, till Marseille mellan den 30 juni och den 1 juli som var avsedd att förstärka Levanten.
Efter att de allierade invaderat franska Nordafrika den 8 november 1942 försökte tyskarna erövra de franska fartygen i Toulon den 27 november, men de fyra överlevande systerfartygen sänktes av sina besättningar. Tyskarna och italienarna gjorde endast små försök att bärga fartygen, inte minst eftersom tre av dem skadades ytterligare under de allierades flygattacker 1944 och de skrotades på plats mellan 1950 och 1956.